# Temnorhynchus elongatus
Temnorhynchus elongatus är en skalbaggsart som beskrevs av Gilbert John Arrow 1937. Temnorhynchus elongatus ingår i släktet Temnorhynchus och familjen Dynastidae. Inga underarter finns listade i Catalogue of Life.